# Liste des Commonwealth Heritage auf den Kokosinseln
Die Liste des Commonwealth Heritage listet alle Objekte auf den Kokosinseln auf, die in die Commonwealth Heritage List aufgenommen wurden. Grundlage der Liste ist der Environment Protection and Biodiversity Conservation Act aus dem Jahr 1999. Bis November 2004 wurden auf der Inselgruppe 22 Stätten in die Liste aufgenommen.
- Early Settlers Graves
- Co-op Shop
- Captain Ballard’s Grave
- Home Island Foreshore
- Slipway and Tank
- Six Inch Guns
- West Island Housing Precinct
- Home Island Cemetery
- Oceania House und Umgebung
- North Keeling Island
- ehemalige Qantas Huts
- RAAF Memorial
- West Island Mosque
- Government House
- West Island Elevated Houses
- Direction Island Houses
- Type 2 Residences
- Type T Houses Precinct
- Administration Building Forecourt
- Home Island Industrial Precinct
- Seringapatam Reef und Umgebung
- Scott Reef